# Stille Zaterdag
Paaszaterdag (Latijn: Sabbatum Sanctum, "heilige zaterdag") of Stille Zaterdag is de zaterdag die volgt op Goede Vrijdag. Het is de dag voor Pasen en de laatste dag van de vastentijd en lijdensweek die voorbereidt op het christelijke paasfeest. Liturgisch gezien duurt paaszaterdag slechts tot de schemering, waarna de paaswake gevierd wordt.
De naam Stille Zaterdag verwijst naar het feit dat op die dag de klokken niet luiden tot aan de paaswake.

## Verhaal
Op deze dag herdenken christenen de tijd dat volgens de verhalen in de evangeliën het dode lichaam van Jezus in het graf lag. Deze verhalen zeggen niets over deze dag. De verhalen over zijn kruisiging en dood eindigen met de graflegging (Matteüs 27:59-61; Marcus 15:46-47; Lucas 23:54-56; Johannes 19:42) en vervolgen twee dagen later met de ontdekking van zijn lege graf (Matteüs 28:1-6; Marcus 16; Lucas 24:1-3; Johannes 20:1). De tussenliggende dag was de sjabbat (op zaterdag), de rustdag in het jodendom.
Over waar zijn ziel toen was, verschillen de interpretaties. In sommige interpretaties was deze in het paradijs, want Jezus had aan het kruis gezegd tegen de misdadiger die naast hem hing: "nog vandaag zul je met mij in het paradijs zijn." (Lucas 23:43). In een andere interpretatie, die onder andere wordt geleerd in de Rooms-Katholieke Kerk, was hij in de hel. Deze interpretatie wordt gebaseerd op 1 Petrus 3:19 en Efeziërs 4:9. Tijdens deze 'hellevaart van Christus' zou hij de zielen van de rechtvaardigen vanaf Adam hebben bevrijd.

## Katholieke traditie

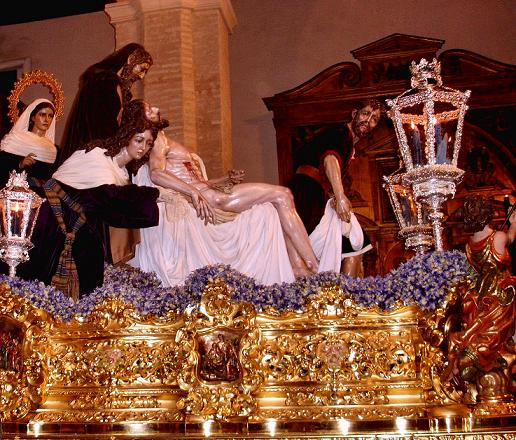
De Heilige Graflegging van Christus

In de Katholieke Kerk wordt op Stille Zaterdag net als op Goede Vrijdag de Eucharistie in het geheel niet gevierd. In tegenstelling tot Goede Vrijdag wordt op paaszaterdag zelfs de Heilige Communie niet uitgereikt. Er worden wel enige geconsacreerde hosties voorradig gehouden, voor het geval stervenden willen communiceren. Het altaar is ontdaan van het altaardwaal. Het tabernakel staat open als teken dat Jezus gestorven is en tijdelijk niet meer onder de mensen is. De kerken zijn sober ingericht, zonder versieringen. Ook de klokken luiden niet op die dag, tot 's avonds de paaswake wordt gevierd.

## Orthodoxe traditie
In de Orthodoxe Kerk wordt deze dag Heilige en Grote Zaterdag of de Grote Sabbat genoemd, omdat op deze dag Christus fysiek "rustte" in het graf. Maar men gelooft ook in de hellevaart van Christus, om de zielen van hen die daar vastgehouden waren te redden en naar het paradijs te voeren.
De Metten van de Heilige en Grote Zaterdag (meestal gehouden op de avond van Goede Vrijdag, zodat meer gelovigen eraan deel kunnen nemen) nemen een vorm aan van een begrafenisdienst voor Christus. De gehele dienst vindt plaats rond de Epitafios (Slavisch: Plasjenitsa), een icoon in de vorm van een geborduurde of geschilderde doek met de afbeelding van de graflegging van Christus. Het eerste deel van de dienst bestaat uit het zingen van Psalm 119 (in de Septuagint en Vulgaat 118, de langste psalm in de Bijbel, de psalm der wet). Tussen de verzen van Psalm 119 zingt men de klaagliederen (Grieks: enkomia). Het belangrijkste thema van deze dienst is niet het rouwen om de dood van Christus, maar een waakzaam vooruitzicht.
Aan het einde van de metten volgen de lofpsalmen, waarbij na einde van de Grote Doxologie, de priester met de Epitafios boven zijn hoofd in processie eenmaal rond de kerk gaat, terwijl allen het Trisagion zingen. Net zoals gedaan wordt bij een orthodoxe begrafenisdienst.
Op zaterdagmorgen wordt er een gecombineerde vesperdienst met de Goddelijke Liturgie van de Heilige Basilius de Grote gevierd. Dit is de langste Goddelijke Liturgie van het gehele jaar en traditioneel ook die welke qua uur het laatst gevierd wordt. Na de Kleine Intocht zijn er 15 oud-oudtestamentische lezingen. Net voor de Evangelielezing (Matteüs 28:1-20) worden alle (altaar)bekledingen en gewaden veranderd van zwart naar wit. De diaken bewierookt de gehele kerk. In de Griekse traditie strooit de geestelijkheid laurierbladeren en bloembladeren door de gehele kerk om de verbrijzelde poorten en verbroken ketenen van de hel en Jezus' overwinning op de dood te symboliseren. Terwijl de liturgische sfeer verandert van verdriet naar blijdschap, wordt de paasgroet Christus Is Opgestaan niet uitgewisseld. Deze wordt pas uitgewisseld na het Paasvigilie. De gelovigen gaan door met de vasten. De reden hiervoor is dat de Goddelijke Liturgie op Heilige en Grote Zaterdag de verkondiging voorstelt, van Jezus' overwinning op de dood, aan hen in de Hades. De Opstanding is nog niet verkondigd aan de mensen op de aarde (dit zal plaatsvinden tijdens het Paasvigilie).
De Grote Vasten was van oorsprong de periode van catechese voor de catechumenen om hen voor te bereiden op de doop en myronzalving op Pascha (Pasen). Voor het samenstellen van het huidige Paasvigilie van Johannes van Damascus was deze dienst de belangrijkste Paasviering. Volgens de traditie vindt het ontvangen van catechumenen plaats na deze dienst.
Later op de avond – meestal rond 23:00 u. – begint het Paasvigilie met het Middernachtsgebed, waarbij de canon van de Heilige Zaterdag wordt herhaald. Dan worden de weinige kandelaars en lampen in de kerk die nog branden gedoofd. Vervolgens wacht iedereen in duisternis en stilte op de processie die voorafgaat aan de viering van de Opstanding.

## Trivia
Op Stille Zaterdag 15 april 1865 stierf Abraham Lincoln nadat hij de dag er voor op Goede Vrijdag was neergeschoten.
Palmzondag · Schortelwoensdag · Witte Donderdag · Goede Vrijdag · Stille Zaterdag · Paaswake · Pasen